# Всеобъемлющее экономическое и торговое соглашение
Всеобъемлющее экономическое и торговое соглашение (англ. Comprehensive Economic and Trade Agreement, CETA) — соглашение о свободной торговле между Канадой и Европейским союзом. В случае вступления в силу соглашение позволит устранить 98 % тарифов между Канадой и ЕС.
Переговоры были завершены в августе 2014 года. Все 28 государств-членов Европейского союза утвердили окончательный текст CETA для подписания (Бельгия была последней страной, чьи министры одобрили его). Джастин Трюдо, премьер-министр Канады прибыл в Брюссель 30 октября 2016 года, чтобы подписать документ от имени Канады. Европейский парламент одобрил CETA 15 февраля 2017 года; большинство положений CETA могут применяться на временной основе уже с апреля 2017 года. Остальные части соглашения подлежат ратификации национальными законодательными органами.
Европейская комиссия указывает, что договор позволит каждый год сэкономить для экспортёров из ЕС чуть более 0,5 миллиарда евро в виде налогов, получить взаимное признание в регулируемых профессиях, таких как архитекторы, бухгалтеры и инженеры, и облегчить переезд сотрудников компаний и других специалистов между ЕС и Канадой. Европейская комиссия утверждает, что CETA создаст более равные условия между Канадой и ЕС по правам интеллектуальной собственности.
Критики выступают против договора на том основании, что CETA ослабит права потребителей ЕС, в том числе те, которые касаются безвредности пищевых продуктов, и что существующие тарифы уже очень низкие. CETA также было подвергнуто критике как благо только для крупного бизнеса и транснациональных корпораций, при том что есть риски чистых убытков, безработицы и экологического ущерба, затрагивающие отдельных граждан.CETA также включает в себя спорный механизм урегулирования разногласий, возникающих между государством и инвестором. Это соглашение вызвало протесты в Европе и Канаде.

## Положения об авторском праве
Первоначально предполагалось, что многие из положений, касающихся авторского права, будут идентичны положениям спорного АСТА, который был отвергнут Европейским парламентом в 2012 году. Европейская комиссия отметила, что это не так.
Частью Соглашения является более строгая защита интеллектуальной собственности, в том числе ответственность интернет-провайдеров, запрет на технологии, которые могут быть использованы для обхода защиты авторских прав, и другие положения, аналогичные спорным АСТА, DMCA, PIPA и SOPA: Фонд электронных рубежей заявил, что это «торговое соглашение дублирует пресловутые положения ACTA об авторском праве».